# Día Internacional del Fútbol Femenino
El día internacional del fútbol femenino se designó el 23 de mayo, por la Concacaf para fomentar la participación de las mujeres en el futbol.

## Historia
Se celebró por primera vez en 2015 en la Confederación de Norte, Centroamérica y el Caribe de Fútbol y contó con la participación de 37 asociaciones que pertenecen a la FIFA. Se realizaron múltiples actividades, festivales, torneos de fútbol y algunas jugadoras como Megan Rapinoe, Sydney Leroux, Alex Morgan y Hope Solo dieron conferencias.

Para la Concacaf se busca 
Generar conciencia sobre el poder transformador del fútbol para las niñas y mujeres, promover y fomentar la inversión continua y unir a todas las Asociaciones miembro en la creación de un día memorable del balompié femenino.
La iniciativa surgió en octubre de 2014 en Desarrollemos el fútbol femenino, un seminario que realizó Concacaf en Filadelfia, ahí Jeffrey Webb, presidente de la asociación, declaró que el objetivo era 
Inspirar a las generaciones más jóvenes para llevar el juego a un nuevo nivel. A medida que entramos en una nueva era en el fútbol femenino, nuestro objetivo de desarrollar el talento de las jugadoras de nuestra Confederación y seguir fortaleciendo el juego de mujeres a través de iniciativas como ésta.